# Superfeucht
Superfeucht ist eine österreichische Rockband aus Linz, die 1981 gegründet wurde.
Superfeucht (später S.F. 2) hatte in den Jahren 1985–1987 einige größere Hits auf dem Radiosender Ö3. Die Band war mit Titeln wie „Jetzt oder nie“ oder „Der erste Schritt“ mehrere Wochen in den Charts des Senders und war 1985 mit Falco auf der Europatournee „Amadeus“.
Drei Langspielplatten und 10 Singles wurden in dieser Zeit produziert.
2008 gab es eine Reunion um den Sänger und Gründer Ewald Tröbinger, Schlagzeuger Josef Resl. Am 10. Mai 2013 wurde das Album "12" veröffentlicht.

## Diskografie

### Singles
- 1984: Erdbeeren
- 1985: Wenn die Katze aus dem Haus ist
- 1985: Jetzt oder nie
- 1985: Sag an
- 1985: Ruhe vor dem Sturm
- 1986: Dicke Luft
- 1986: Feuerfest
- 1987: Der erste Schritt
- 1987: Ich will deine Liebe
- 1987: Kinderlachen
- 2010: Über Wasser
- 2011: Ich gehe zur Linie

### LPs
- 1983: Bühnendiktatur (Eigenverlag)
- 1985: Jetzt oder nie (EMI)
- 1986: Dicke Luft (Polydor)
- 2013: 12

## Sonstiges
- Superfeucht ist auch die Bezeichnung eines Eiskletter-Falls bei Brandstatt im Maltatal.
- Superfeucht ist auch eine Typenbezeichnung oder ein Qualitätsattribut mit Gleitmittel beschichteter Kondome.